# Union d'électricité
Fondée en 1919 par Ernest Mercier, l'Union d'électricité était, selon les sources, le premier ou le second groupe privé de distribution et de production de l'électricité dans l'entre-deux-guerres en France.

## Histoire
La Lyonnaise des eaux (SLEE) avait déjà pris plusieurs participations importantes dans les sociétés d'électricité de la région parisienne avant la Première Guerre mondiale. Mais ses apports en actifs au moment de la création de l'Union d'électricité ne suffirent pas à alimenter la croissance du groupe, qui procéda, entre 1921 et 1930, à six augmentations de capital afin de financer une politique ambitieuse de construction de grandes centrales, d'unification de ses réseaux électriques et d'interconnexion. En 1939, le groupe contrôlait 75 sociétés et 2 milliards de francs d'actifs industriels.

### Les grands barrages hydroélectriques
En partenariat avec l'Énergie industrielle de Pierre-Marie Durand, le groupe créé la Société des forces motrices du Cantal pour construire l'usine électrique du Barrage de Saint-Étienne-Cantalès, qui sera construit de 1940 à 1945 sur une hauteur de 69 mètres, pour donner naissance au plus grand lac artificiel d’Auvergne.